# Montalbano Elicona
Montalbano Elicona är en ort och kommun i storstadsregionen Messina, innan 2015 i provinsen Messina, i regionen Sicilien i sydvästra Italien. Kommunen hade 2 187 invånare (2017).